# Тань Сюэ
Тань Сюэ (кит. упр. 谭雪, пиньинь Tán Xuě, род. 30 января 1984 года) — китайская фехтовальщица на саблях, двукратная вице-чемпионка Олимпийских игр, чемпионка мира.

## Биография
Тань Сюэ родилась в 1984 году в Тяньцзине. В 1994 году начала заниматься бегом с барьерами, в 1998 переключилась на фехтование на саблях, и уже в 1999 году на проходившем в Нанкине 6-м чемпионате Азии по фехтованию стала чемпионкой в личном и командном зачётах, в 2000 году выиграла чемпионат КНР. В 2001 году заняла 8-е место на чемпионате мира, однако уже в 2002 году она завоевала золотую медаль чемпионки мира. В 2003 году на чемпионате мира она выиграла серебряные медали в личном и командном турнирах, в 2004 году завоевала серебряную медаль в личном турнире на Олимпийских играх, в 2006 году выиграла Азиатские игры. В 2007 завоевала Кубок мира у женщин-саблисток, победив на четырёх из пяти этапов Гран-при, а на чемпионате мира в Санкт-Петербурге, где она была главным фаворитом, завоевала серебряную медаль, уступив в финале россиянке Елене Нечаевой 12-15. На Олимпиаде-2008 она стала пятой в личных соревнованиях и завоевала серебряную медаль в командном турнире. В 2009 году Тань Сюэ стала чемпионкой на 11-й Спартакиаде народов КНР.